# Stadhuis van Vlaardingen

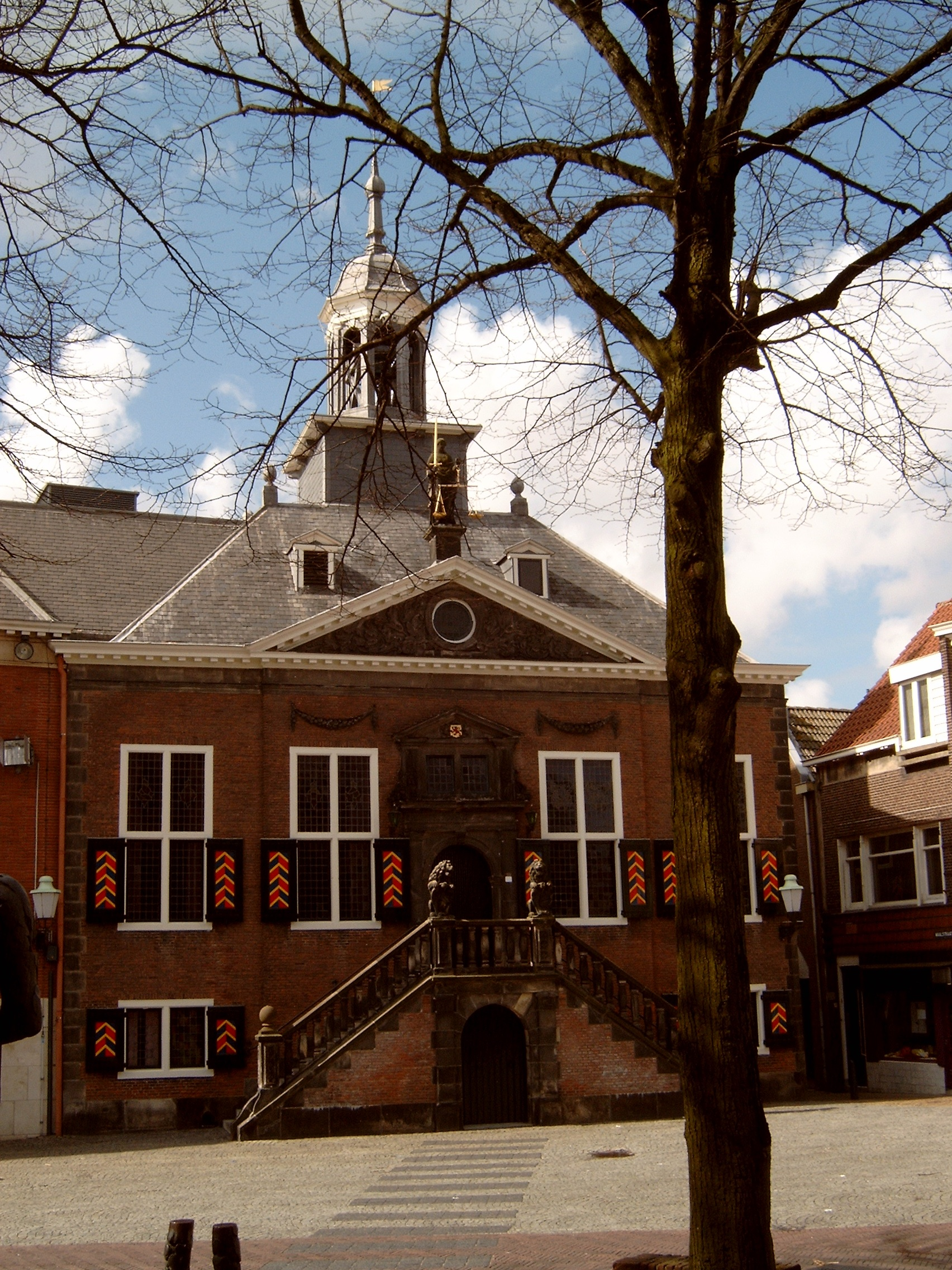
Het oude deel van het stadhuis

Het Oude Stadhuis van Vlaardingen  staat aan de Markt (nummer 11), tegenover de Grote Kerk.

## Voormalig stadhuis
In 1574 werd Vlaardingen getroffen door een stadsbrand. Hierdoor werd ook het toenmalige stadhuis getroffen. De oude stenen werden schoongemaakt en in 1580 gebruikt om een nieuw stadhuis te bouwen. Het gebouw kreeg een torentje, en in 1582 werd hier een koperen scheepje op gezet.

## Huidige stadhuis
Ondertussen spaarde de stad om een beter stadhuis te bouwen. Na de 80-jarige oorlog nam de welvaart weer toe en in 1648 kreeg de Haagse bouwmeester/beeldhouwer Bartholomeus Drijfhout opdracht het nieuwe stadhuis te bouwen. In 1650 werd het opgeleverd. 
Bij het trapbordes staan twee leeuwen, de ene draagt het stadswapen, de andere het stadszegel. Op het gebouw is ook een stadswapen, gedekt door de grafelijke kroon, aangebracht en op het dak staat een beeld van Vrouwe Justitia, die met open ogen de rechtsgang bewaakt.  In het torentje is een klok van Cornelis Janszn Oudenrogge uit Rotterdam.
In de 19de eeuw werd het stadhuis gerenoveerd en uitgebreid. In 1825 werden de rode bakstenen door een pleisterlaag bedekt. Het glas-in-lood werd verwijderd, evenals de luiken. In 1912 werd dit teruggedraaid onder leiding van L H E van Hylckama Vlieg, toen directeur van Gemeentewerken.
Na de Tweede Wereldoorlog werd uitbreiding noodzakelijk. In 1963 opende burgemeester Jan Heusdens (1910-1986) het nieuwe stadhuis, dat bestond uit het gerenoveerde oude stadhuis met nieuwe aanbouw. In 1975 ontwierp architect Jan Hoogstad een nieuwe uitbreiding, het secretariegebouw tussen Westnieuwland en de Waalstraat. Dit voldeed niet lang aan de moderne eisen, deed enkele jaren dienst als stadsdeelkantoor, en werd in 2013 vervangen door een ontwerp van Kraaijvanger Urbis uit Rotterdam. Het oude casco werd bij de bouw opnieuw gebruikt.

### Trouwzaal
De trouwzaal kent een bijzonder detail. Hier bevindt zich sinds 2008 de oudste Nederlandse drempel. Deze werd bij een archeologisch onderzoek in Vlaardingen opgegraven en behoorde bij een boerderij die dateert uit de IJzertijd (300 voor Christus). Gewoonte is dat de bruidegom de bruid na de huwelijksceremonie over deze drempel tilt.

### Rederijkers
In Vlaardingen was een rederijkerskamer actief met de naam De Akerboom. Deze kamer hield op 10 juli 1616 een landjuweel. Tijdens deze gelegenheid schonken verschillende kamers die in Vlaardingen te gast waren, hun blazoen aan de gastheer. Deze blazoenen zijn na 1749 in handen gekomen van het toenmalige stadsbestuur. Ze hangen tegenwoordig in de Oude Hal en de trouwzaal.

### Luidklok
Tijdens de Tweede Wereldoorlog werd het stadhuis door de Duitse bezetter gebruikt als gevangenis voor verzetsstrijders. De bezetter roofde in 1943 ook de luidklok. Tijdens het vervoer over het IJsselmeer zonk echter het schip, dat volgeladen was met klokken. In 1947 kwam de klok naar Vlaardingen terug, maar ging toen naar de Bethelkerk. In 1996 werd de klok opgeslagen en kreeg de Bethelkerk een andere klok. Koninklijke Eijsbouts in Asten knapte de 550 kg wegende klok op, en nadat het torentje op het stadhuis in 2001 was gerestaureerd, werd de oorspronkelijke klok teruggehangen.